# هیروکازو کورئیدا
هیروکازو کورئیدا (به ژاپنی: 是枝 裕和 Koreeda Hirokazu) کارگردان، تهیه‌کننده، فیلم‌نامه‌نویس و تدوین‌گر فیلم، اهل کشور ژاپن است. کورئیدا از سرشناس‌ترین کارگردان‌های حال حاضر سینمای ژاپن است و در سال ۲۰۱۸ با فیلم دزدان فروشگاه برنده جایزه نخل طلای کن شد. این کارگردان ژاپنی بیشتر برای فیلم‌های درام خانوادگی خود مانند هیچ‌کس نمی‌داند و مثل پدر، مثل فرزند و خواهر کوچک ما و همچنان قدم‌زنان و زندگی پس از مرگ شناخته می‌شود.

## حرفه
در مصاحبه‌ای در سال ۲۰۰۹ کورئیدا اظهار کرد که فیلم همچنان قدم‌زنان را بر اساس خانواده خودش ساخته‌است.

## فیلم‌شناسی
| سال  | عنوان              | یاداشت                                |
| ---- | ------------------ | ------------------------------------- |
| ۱۹۹۵ | موباروسی           | کارگردان                              |
| ۱۹۹۸ | زندگی پس از مرگ    | کارگردان، نویسنده، تدوینگر            |
| ۲۰۰۱ | مسافت              | کارگردان، نویسنده، تدوینگر            |
| ۲۰۰۴ | هیچ‌کس نمی‌داند      | کارگردان، تهیه‌کننده، نویسنده          |
| ۲۰۰۶ | هانا               | کارگردان، نویسنده                     |
| ۲۰۰۸ | همچنان قدم‌زنان     | کارگردان، نویسنده، تدوینگر            |
| ۲۰۰۹ | عروسک بادی         | کارگردان، تهیه‌کننده، نویسنده، تدوینگر |
| ۲۰۱۲ | من آرزو می‌کنم      | کارگردان، نویسنده                     |
| ۲۰۱۳ | مثل پدر، مثل فرزند | کارگردان، نویسنده، تدوینگر            |
| ۲۰۱۵ | خواهر کوچک ما      | کارگردان                              |
| ۲۰۱۶ | پس از توفان        | کارگردان، نویسنده                     |
| ۲۰۱۷ | سومین قتل          | کارگردان، نویسنده                     |
| ۲۰۱۸ | دزدان فروشگاه      | کارگردان، نویسنده، تدوینگر            |
| ۲۰۱۹ | حقیقت              | کارگردان، نویسنده                     |
| ۲۰۲۲ | دلال               | کارگردان، نویسنده، تدوینگر            |
| ۲۰۲۳ | هیولا              | کارگردان، تدوینگر                     |

## جوایز
- ۲۰۱۳: جشنواره فیلم کن ۲۰۱۳ - جایزه هیئت داوران (مثل پدر، مثل فرزند)
- ۲۰۱۳: جشنواره فیلم کن ۲۰۱۳ - نامزد نخل طلایی (مثل پدر، مثل فرزند)
- ۲۰۱۸: جشنواره فیلم کن ۲۰۱۸ - برندهٔ نخل طلایی (دزدان فروشگاه)